# Écomusée de Salazie

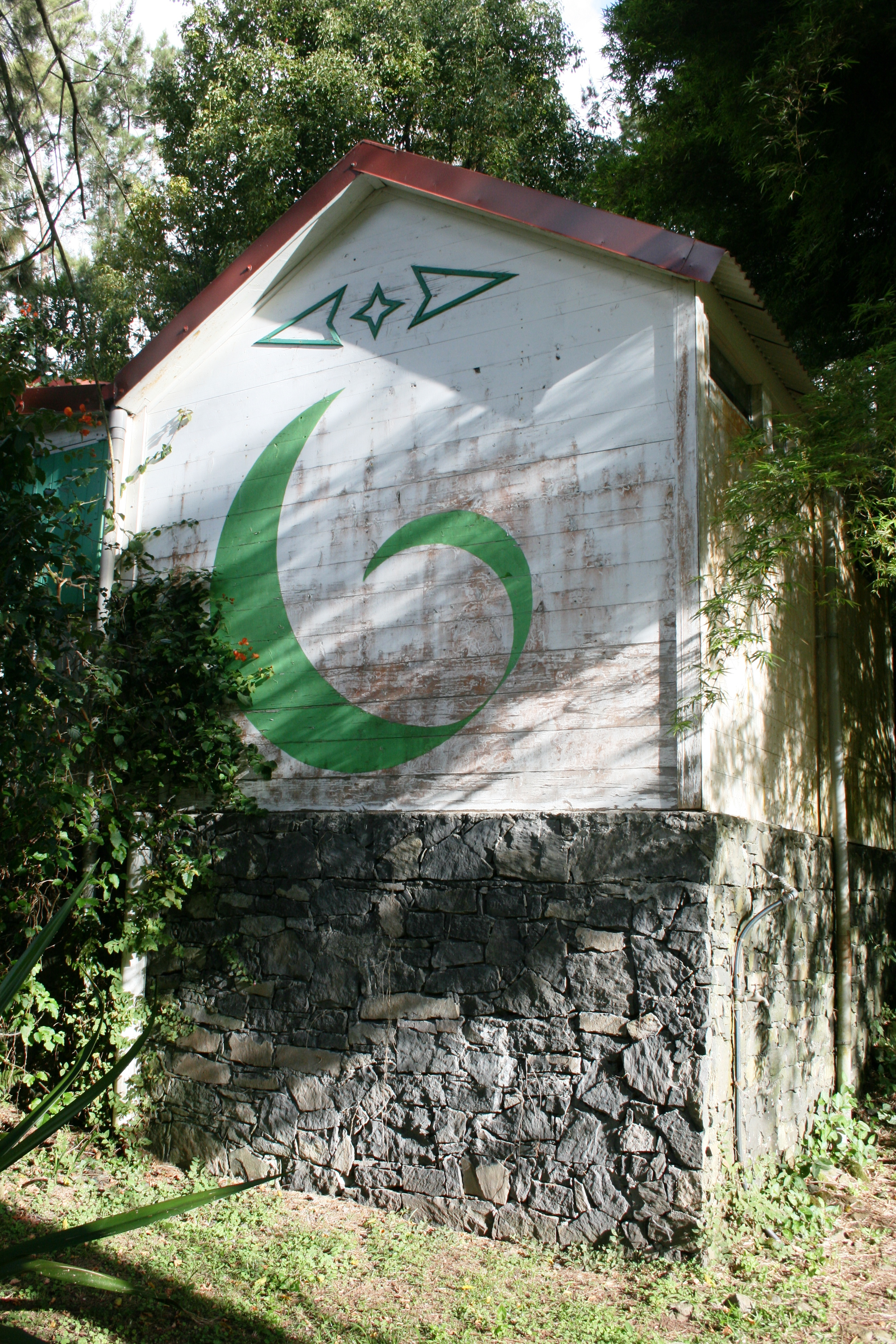
Vue de l'écomusée de Salazie après sa fermeture.

L'écomusée de Salazie était un écomusée de l'île de La Réunion, département d'outre-mer français dans le sud-ouest de l'océan Indien. Il est situé à Hell-Bourg, îlet des Hauts de l'île sur le territoire communal de Salazie, dans le cirque naturel du même nom.

## Annexe